# CSS-12
CSS-12 – polski dwusilnikowy 10-miejscowy (+ 2 osoby załogi) samolot pasażerski przeznaczony do komunikacji krajowej. Był on pierwszym całkowicie metalowym samolotem zbudowanym w Polsce po II wojnie światowej.
Projekt samolotu został opracowany w Centralnym Studium Samolotów PZL w Warszawie w 1948 r. przez Leszka Dulębę. Samoloty miały być napędzane dwoma poniemieckimi silnikami Argus As 411 o mocy startowej 580 KM (435 kW) każdy, których sporo po wojnie znajdowała się w Polsce.
Wyposażenie samolotu, jak przyrządy pokładowe, podwozie czy instalacja hydrauliczna miały być sprowadzone z Francji, ale wskutek ograniczenia stosunków handlowych z tym krajem konstruowanie samolotu znacznie się przeciągnęło, gdyż projekty tych zespołów w kraju zajęły sporo czasu.
Pierwszy oblot prototypu dokonał w dniu 22 listopada 1950 r. pilot fabryczny Ludwik Lech. Próby fabryczne w locie przeprowadzono w WSK Okęcie. Wkrótce próby samolotu przerwano w związku z przeprowadzoną reorganizacją przemysłu lotniczego, który cały został zaangażowany w produkcję seryjną licencji radzieckiego myśliwca odrzutowego Lim-1 (MiG-15), a w latach 1954–1960 Lim-2 (MiG-15bis) i Lim-5 (MiG-17) oraz rozwiązaniem CSS.
Samolot był dwukrotnie poddany próbom statycznym w Zakładzie Wytrzymałości Instytutu Lotnictwa w Warszawie pod kierunkiem szefa tego Zakładu Tadeusza Chylińskiego w 1951 r., a następnie – po modernizacji usterzenia w latach 1955–1956 była przeprowadzona próba statyczna jego wersji rozwojowej, oznaczonej MD-12.
Płatowiec CSS-12 okazał się udanym samolotem. Miał dobre osiągi i prawidłowy pilotaż oraz wszelkie cechy współczesnego samolotu komunikacyjnego, co było dobrą przesłanką do uruchomienia produkcji seryjnej, jednak krajowe zapasy silników Argus 411 zostały przejęte przez władze sowieckie, czego następstwem była decyzja o rezygnacji z produkcji seryjnej tych samolotów.